# Idiocerus ensiger
Idiocerus ensiger är en insektsart som beskrevs av Ball 1902. Idiocerus ensiger ingår i släktet Idiocerus och familjen dvärgstritar. Inga underarter finns listade i Catalogue of Life.